# 王慎猷
王慎猷（?—?），陝西省西安府涇陽縣人，清朝政治人物、同進士出身。
光緒九年（1883年），参加癸未科殿試，登進士三甲133名。同年五月，著交吏部掣签分发各省，以知县即用。